# Atlacahualoya
Atlacahualoya es una localidad del estado mexicano de Morelos. Es parte del municipio de Axochiapan.

## Toponimia
El nombre «Atlacahualoya» proviene de los términos en náhuatl: atl, agua; tlacahua, quedarse o interrumpir; pan, lugar donde se realiza una acción. Su significado es «Lugar donde el agua se estanca».

## Demografía
| Gráfica de evolución demográfica |
|                                  |

| Censo | Población |
| ----- | --------- |
| 1900  | 652       |
| 1910  | 932       |
| 1921  | 401       |
| 1930  | 446       |
| 1940  | 497       |
| 1950  | 992       |
| 1960  | 919       |
| 1970  | 1290      |
| 1980  | 1991      |
| 1990  | 2657      |
| 2000  | 3100      |
| 2010  | 3330      |
| 2020  | 3818      |